# Centro di sterminio di Grafeneck

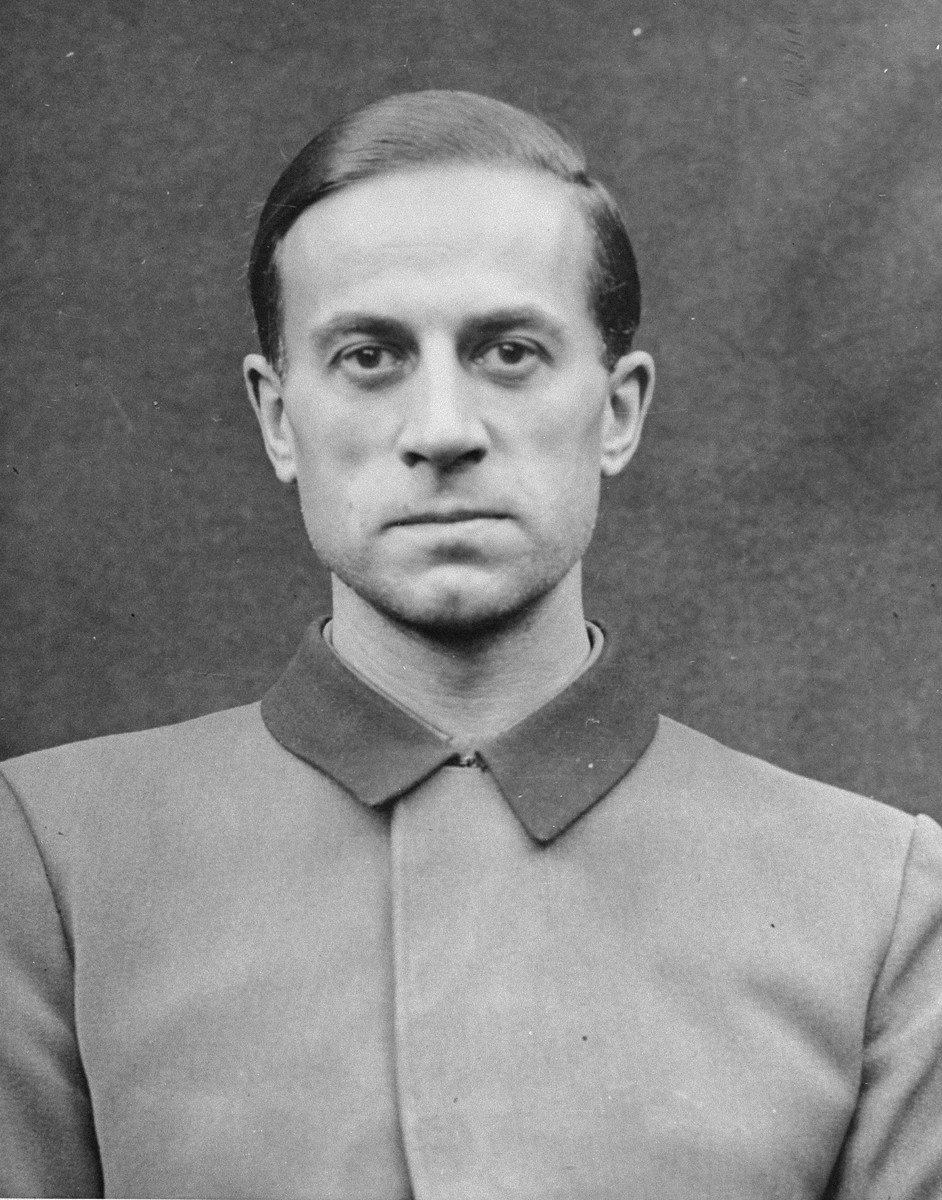
Dr. Karl Brandt, medico personale di Hitler e organizzatore dell'Aktion T4

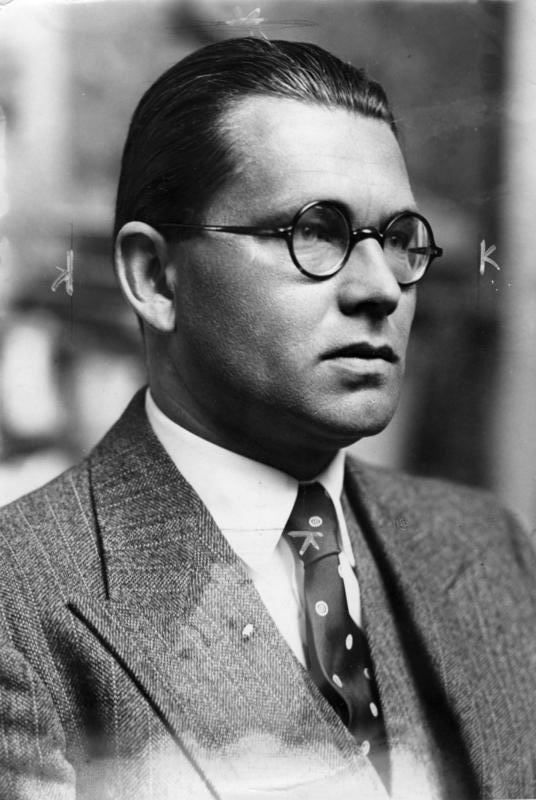
Philipp Bouhler, responsabile del programma T4

Il centro di sterminio di Grafeneck (in tedesco: NS-Tötungsanstalt Grafeneck) ospitato nel castello di Grafeneck, situato nel comune di Gomadingen nel Baden-Württemberg, era uno dei centri di sterminio della Germania nazista come parte del loro programma di eutanasia forzata: oggi è un luogo commemorativo dedicato alle vittime del programma noto come Aktion T4. Almeno 10 500 persone con disabilità mentali e fisiche, principalmente dalla Baviera e dal Baden-Württemberg, furono sistematicamente uccise durante il 1940. Fu uno dei primi luoghi nella Germania nazista dove le persone furono uccise in gran numero in una camera a gas con monossido di carbonio. Questo fu in realtà l'inizio del programma di eutanasia: Grafeneck era anche l'ufficio centrale della "Charitable Ambulance Transport GmbH" (Gekrat), che era responsabile del trasporto del T4 ed era guidata da Reinhold Vorberg.

## La storia dell'edificio
Costruito intorno al 1560, il castello di Grafeneck servì come residenza di caccia per i duchi di Württemberg. Nel XIX secolo fu utilizzato dal Corpo Forestale.
La Fondazione Samaritan lo acquistò nel 1928, allestendo una struttura per portatori di handicap. Nel 1929, l'organizzazione benefica senza scopo di lucro Samariterstiftung ha istituito un asilo per disabili.
Il 13 ottobre 1939 Richard Alber, dal 1938 al 1944 Landrat del distretto di Münsingen, ordinò che Schloss Grafeneck dovesse essere sgomberato il giorno successivo. Quattro autobus hanno trasportato i circa cento uomini disabili e le poche donne di Grafeneck, oltre ai dodici dipendenti, al Monastero di Santa Elisabetta a Reute. Tutti i pazienti che sono stati ospitati sono sopravvissuti all'Aktion T4.

## La modifica dell'edificio
Dall'ottobre 1939 al gennaio 1940, l'ex ospedale samaritano fu riconvertito in un luogo di uccisione. Nel castello furono creati i locali abitativi e amministrativi, nonché l'ufficio del registro e l'ufficio di polizia. Nel parco del castello furono costruiti una capanna in legno con circa cento posti letto, un parcheggio per gli autobus grigi, un forno crematorio e un capannone con gli impianti per gasare le persone. Inoltre, è stato reclutato del personale qualificato da Stoccarda e Berlino: medici, agenti di polizia, impiegati, personale di manutenzione e trasporto, personale di ragioneria e domestico, guardie e personale funerario. Tra ottobre e dicembre 1939, nel castello c'erano circa venti persone, ma nel 1940 c'erano circa cento dipendenti.
L'omicidio sistematico nell'ambito dell'Aktion T4 iniziò il 18 gennaio 1940 a Grafeneck in una camera a gas camuffata da doccia, che era in un "garage". Il medico della prigione ha azionato la valvola del manometro per consentire al monossido di carbonio di entrare nella camera a gas. I cilindri d'acciaio necessari sono stati forniti da Mannesmann; il gas è stato prodotto dalla IG Farben di Ludwigshafen. I primi pazienti assassinati provenivano dall'ospedale psichiatrico Eglfing-Haar in Baviera. Le vittime provenivano da quarantotto istituti per portatori di handicap e malati di mente: quaranta da quasi tutti i distretti del Baden-Württemberg, sei dalla Baviera, uno ciascuno dall'Assia e uno dalla Renania settentrionale-Vestfalia.
Le uccisioni con il gas furono eseguite tra gennaio e dicembre 1940. Il 13 dicembre 1940 le ultime vittime furono bruciate nel crematorio. In seguito, Grafeneck è stato utilizzato per ospitare bambini e madri con bambini, fuggiti dai bombardamenti alleati.
Complessivamente, nel castello di Grafeneck sono state uccise 10 654 persone disabili e malate attraverso iniezioni letali e gas. Le forze di occupazione francesi restituirono il sito nel 1946/47 alla Fondazione Samaritan o Samariterstiftung, che lo ristabilì come centro per disabili e malati di mente, che opera ancora oggi. Negli anni 1950, la costruzione del cimitero iniziò come memoriale. Nel 2005 è stato finalmente costruito il centro di documentazione Grafeneck Memorial.

## Criminali
Alcuni membri dello staff di Grafeneck in seguito hanno ricoperto incarichi importanti nei campi di concentramento nazisti.

## Organigramma

### Amministrazione
- Ludwig Sprauer, (1884-1962), massimo ufficiale medico di Baden, responsabile dell'attuazione del "Programma di eutanasia" a Baden.
- Otto Mauthe, (1892-1974), massimo ufficiale medico del Württemberg, responsabile dell'amministrazione dell'"Eutanasia" nel Württemberg.
- Eugen Stähle, (1890-1948), ufficiale medico del ministero degli interni del Württemberg.

### Medici
Secondo una lettera di Adolf Hitler del 1º settembre, gli organizzatori del T4 Viktor Brack e Karl Brandt fecero in modo che l'uccisione dei malati fosse effettuata solo da personale medico: azionare il rubinetto del gas era compito dei medici; è anche vero che il rubinetto del gas è stato azionato da personale non medico quando i medici non erano presenti o per altri motivi. I medici di Grafeneck venivano citati nella corrispondenza usando nomi in codice, qui riportati tra virgolette:
- Capo, "direttore medico": Horst Schumann (1906-1983), Dr. Klein, da gennaio 1940 a fine maggio/inizio giugno 1940. In seguito ha lavorato presso il Centro di sterminio di Sonnenstein e come medico del campo di Auschwitz-Birkenau.
- Vice: Ernst Tree Hard (1911-1943), Dr. Hunter, dal gennaio 1940 all'aprile 1940. Dal dicembre 1940 al giugno 1941 ricoprì la stessa posizione nel Centro di sterminio di Hadamar.
- Vice: Günther Hennecke (1912-1943), Dr. Fleck, dal 25 aprile 1940 al dicembre 1940. In seguito ricoprì la stessa posizione nel Centro di sterminio di Hadamar.

### Management e altro personale
- "Office manager": Christian Wirth, il più importante direttore non medico del centro di sterminio, responsabile della sicurezza; dell'Ufficio Speciale Anagrafe Grafeneck; della falsificazione dei certificati di morte ufficiali; del personale e della supervisione delle operazioni di omicidio.
- Vice "direttore dell'ufficio": Gerhard Kurt Simon ("Dr. Ott", "cuneo"); descritto come "rabbia".
- Primo direttore dell'Ufficio speciale del registro Grafeneck: Jakob Wöger ("Haase"), dal dicembre 1939 al giugno 1940.
- Vice capo dell'Ufficio speciale del registro: Hermann Holzschuh, secondo Wögers che lascia il suo successore ("Lemm")[5]
- "Bruciatore": Josef Oberhauser, responsabile della combustione dei corpi nei crematori appositamente installati.
- "Responsabile dei trasporti": Hermann Schwenninger, a capo dello squadrone di trasporto di "Gekrat", che ha portato le vittime a Grafeneck.